# Goldwind
Goldwind, de volledige naam is Xinjiang Goldwind Science & Technology Co., Ltd., is een grote beursgenoteerde Chinese fabrikant van windturbines.

## Activiteiten
Goldwind ontwikkelt en fabriceert windturbines. Verder levert het diensten en ontwikkelt en beheert het windparken. De fabricage is veruit het grootste bedrijfsonderdeel en heeft een aandeel in de totale omzet van bijna 70%. De grootste turbines hebben een vermogen van meer dan 6 MW.
De onderneming is vooral op de Chinese markt actief. In 2023 leverde Goldwind windturbines met een totaal vermogen van bijna 14 GW, waarvan een klein deel in het buitenland, en was de grootste leverancier in China. Het bedrijf heeft recent ook verkopen gerealiseerd in Oezbekistan, Turkije, Kazachstan, de Filipijnen, Argentinië en Brazilië. 
| Jaar | Nieuw geplaatste capaciteit in China (in MW) | Nieuw geplaatste capaciteit door Goldwind (in MW) | Omzet          | Nettoresultaat |
| Jaar | Nieuw geplaatste capaciteit in China (in MW) | Nieuw geplaatste capaciteit door Goldwind (in MW) | (×RMB miljoen) | (×RMB miljoen) |
| ---- | -------------------------------------------- | ------------------------------------------------- | -------------- | -------------- |
| 2007 | 3.300                                        |                                                   | 3.089          | 630            |
| 2010 | 18.900                                       | 4007                                              | 17.475         | 2384           |
| 2015 | 29.000                                       | 7051                                              | 29.846         | 2875           |
| 2016 | 23.000                                       | 5883                                              | 26.174         | 3106           |
| 2017 | 18.000                                       | 5082                                              | 24.970         | 3149           |
| 2018 | 21.000                                       | 5861                                              | 28.590         | 3283           |
| 2019 | 26.200                                       | 8171                                              | 37.878         | 2230           |
| 2020 | 53.800                                       | 12.932                                            | 51.146         | 2965           |
| 2021 | 47.600                                       | 10.683                                            | 50.416         | 3491           |
| 2022 | 37.630                                       | 13.870                                            | 46.254         | 2437           |
| 2023 | 75.660                                       | 13.772                                            | 50.244         | 1522           |

In 2015 was Goldwind de grootste turbine verkoper ter wereld. De Chinese markt kromp in 2016 waardoor Goldwind naar de derde plaatst zakte, achter Vestas en General Electric. Door de vorming van Siemens Gamesa Renewable Energy in april 2017 zakte Goldwind naar de vierde plaats op de wereldranglijst.

## Geschiedenis
De geschiedenis van Goldwind gaat terug naar de Xinjiang Insitute of Water Resources and Hydropower Research. Hier werd ook onderzoek gedaan naar windenergie. In 1988 werd Xinjiang Wind Energy Company opgericht met als doel windparken te bouwen en exploiteren in China. Diverse windparken kwamen tot ontwikkeling waarbij buitenlandse technologie een belangrijke rol speelde. Aanvankelijk werkte het samen met het Duitse Jacobs Energie, maar dit was geen succes.
In 1998 werden de eerste vijf 600 kW windmolens van eigen fabricaat op het netwerk aangesloten. In 2001 werd Xinjiang Goldwind Science & Technology Co., Ltd. opgericht en een jaar later kwam een fabriek in Ürümqi gereed. Deze fabriek had een jaarcapaciteit van 200 turbines met een vermogen van 600 kW. In 2003 kwam een grotere versie van 750 kW naar de markt. 
In 2004 kwam de samenwerking met een nieuwe Duitse partner op gang. Met Vensys werkte Goldwind intensief samen en dit leidde tot de koop van een aandelenbelang van 70% in Vensys waarvoor Goldwind 41 miljoen euro betaalde.
In december 2007 kreeg Goldwind een beursnotering op de Shenzhen Stock Exchange. De beursintroductie leverde het bedrijf RMB 1,8 miljard op (ca. US$ 200 miljoen). Een jaar later volgde de eerste levering aan het buitenland, Cuba kreeg zes 750 kW turbines. Stapsgewijs werd het vermogen van de windturbines verhoogd en in 2009 werden de eerste 2,5 MW PMDD turbines geïnstalleerd. In oktober 2010 volgde een tweede beursnotering van H-aandelen op de Hong Kong Stock Exchange.

## Aandeelhouders
Er staan twee soorten aandelen uit, A-aandelen en H-aandelen. De H-aandelen staan in Hong Kong genoteerd (tickersymbool: 2208) en kunnen ook door niet-Chinese beleggers worden verhandeld. Van de 4,2 miljard uitstaande aandelen is iets meer dan 80% A-aandelen.
Grootaandeelhouders zijn Xinjiang Wind Power met een belang van 12% en China Three Gorges Corporation met 8,4% van de aandelen per 30 september 2023. Goldwind is zelf geen staatsbedrijf, maar met het aandelenbelang onderstreept de centrale regering, en ook de provincie Xinjiang, het belang van de ontwikkeling van windenergie.